# Chamois
För andra betydelser, se Chamois (olika betydelser).
Chamois är en ort och kommun i regionen Aostadalen i Italien. Chamois gränsar till kommunerna Antey-Saint-André, Ayas, La Magdeleine och Valtournenche. Den hade 95 invånare (2017) och har italienska och franska som officiella språk.